# Allsvenskan i ishockey 1986
Allsvenskan i ishockey 1986 spelades mellan de två bästa lagen från respektive grundserie i Division I, sammanlagt åtta lag. De två främsta lagen efter färdigspelad serie möttes i Allsvenska finalen där segraren fick en plats i Elitserien nästa säsong. Lagen på plats 3–6 gick vidare till playoff medan de två sista lagen var färdigspelade för säsongen och kvalificerade för spel i Division I nästa säsong.

## Deltagande lag
| Lag                   | Län                     | Ort        | Serie             |
| --------------------- | ----------------------- | ---------- | ----------------- |
| Hammarby IF           | Stockholms län          | Stockholm  | Division I Västra |
| Huddinge IK           | Stockholms län          | Stockholm  | Division I Östra  |
| Strömsbro/Gävle HF 83 | Gävleborgs län          | Gävle      | Division I Västra |
| Skellefteå HC         | Västerbottens län       | Skellefteå | Division I Norra  |
| Timrå IK              | Västernorrlands län     | Timrå      | Division I Norra  |
| IF Troja-Ljungby      | Kronobergs län          | Ljungby    | Division I Södra  |
| Västra Frölunda HC    | Göteborgs och Bohus län | Göteborg   | Division I Södra  |
| Örebro IK             | Örebro län              | Örebro     | Division I Östra  |

## Förlopp
Allsvenskan blev lite mer spännande än väntat då förhandsfavoriten Skellefteå inledde med att förlora hemma mot Troja. Skellefteå repade sig dock och vann serien till slut precis som förväntat. Den andra finalplatsen togs lite oväntat av Huddinge. Avgörandet stod i sista omgången där man mötte S/G Hockey som låg tvåa. Det behövdes en seger för att få finalplatsen och Huddinge levererade 3–0 redan i första perioden, vilket S/G inte kunde hämta in.

## Poängtabell
| Nr | Lag                   | S  | V  | O | F  | GM | IM  | MS  | P  |
| -- | --------------------- | -- | -- | - | -- | -- | --- | --- | -- |
| 1  | Skellefteå HC         | 14 | 10 | 2 | 2  | 74 | 37  | +37 | 22 |
| 2  | Huddinge IK           | 14 | 7  | 3 | 4  | 57 | 37  | +20 | 17 |
| 3  | Strömsbro/Gävle HF 83 | 14 | 6  | 3 | 5  | 56 | 40  | +16 | 15 |
| 4  | Västra Frölunda HC    | 14 | 5  | 5 | 4  | 58 | 48  | +10 | 15 |
| 5  | Örebro IK             | 14 | 6  | 3 | 5  | 65 | 65  | 0   | 15 |
| 6  | Hammarby IF           | 14 | 5  | 4 | 5  | 44 | 55  | −11 | 14 |
| 7  | IF Troja-Ljungby      | 14 | 5  | 1 | 8  | 43 | 53  | −10 | 11 |
| 8  | Timrå IK              | 14 | 1  | 1 | 12 | 37 | 109 | −72 | 3  |

## Allsvenska finalen
Den allsvenska finalen 1986 spelades mellan Skellefteå HC och Huddinge IK. Finalmatcherna blev jämna och två av tre fick avgöras med förlängning och sudden death. Skellefteå HC vann dock alla matcherna och gick vidare till Elitserien. Huddinge IK gick till kvalserien där de inledde med seger hemma mot elitserienian Modo, och i praktiken var närmast att utmana Modo om deras elitserieplats, även om det inte alls syns i sluttabellen, där man slutade på fjärde och sista plats, på målskillnad.

### Matcherna
| 1 |  | Skellefteå HC        | 4–3 (e.fl.)          | Huddinge IK          |               |               |
|   |  | (1–0, 0–3, 2–0, 1–0) | (1–0, 0–3, 2–0, 1–0) | (1–0, 0–3, 2–0, 1–0) | Publik: 4 648 | Publik: 4 648 |
|   |  |                      |                      |                      | Publik: 4 648 | Publik: 4 648 |
|   |  |                      |                      |                      | Publik: 4 648 | Publik: 4 648 |
|   |  |                      |                      |                      | Publik: 4 648 | Publik: 4 648 |
|   |  |                      |                      |                      | Publik: 4 648 | Publik: 4 648 |
|   |  |                      |                      |                      | Publik: 4 648 | Publik: 4 648 |

| 2 |  | Huddinge IK          | 4–5 (e.fl.)          | Skellefteå HC        |               |               |
|   |  | (1–2, 1–1, 2–1, 0–1) | (1–2, 1–1, 2–1, 0–1) | (1–2, 1–1, 2–1, 0–1) | Publik: 2 069 | Publik: 2 069 |
|   |  |                      |                      |                      | Publik: 2 069 | Publik: 2 069 |
|   |  |                      |                      |                      | Publik: 2 069 | Publik: 2 069 |
|   |  |                      |                      |                      | Publik: 2 069 | Publik: 2 069 |
|   |  |                      |                      |                      | Publik: 2 069 | Publik: 2 069 |
|   |  |                      |                      |                      | Publik: 2 069 | Publik: 2 069 |

| 3 | 5 mars 1986 | Skellefteå HC   | 6–4             | Huddinge IK     |               |               |
|   |             | (3–2, 1–1, 2–1) | (3–2, 1–1, 2–1) | (3–2, 1–1, 2–1) | Publik: 6 017 | Publik: 6 017 |
|   |             |                 |                 |                 | Publik: 6 017 | Publik: 6 017 |
|   |             |                 |                 |                 | Publik: 6 017 | Publik: 6 017 |
|   |             |                 |                 |                 | Publik: 6 017 | Publik: 6 017 |
|   |             |                 |                 |                 | Publik: 6 017 | Publik: 6 017 |
|   |             |                 |                 |                 | Publik: 6 017 | Publik: 6 017 |